# Тече вода в синє море
«Ду́мка» («Тече́ вода́ в си́нє мо́ре…») — вірш-думка Тараса Шевченка, написана 1838 року у С.-Петербурзі.

## Історія написання
Вірш датується 1838 року орієнтовно на підставі повідомлення Євгена Гребінки в листі до Григорія Квітки-Основ'яненка від 18 листопада 1838 року про передачу Шевченком творів для публікації в альманасі «Ластівка» (с. 312—313): «Він мені дав гарних стихів на збірник».
Автограф не відомий. Місцем написання вважається С.-Петербург. У кінці 1838 року Шевченко передав Євгенові Гребінці текст вірша разом з кількома іншими творами для публікації в альманасі «Ластівка». За описом Петра Картавова, складальний рукопис «Ластівки» містив писарську копію вірша.

## Історія видання
У першодруці вірш помилково приєднано до поезії «На вічну пам'ять Котляревському». У складальному рукопису «Ластівки» ці вірші містились як окремі твори: під поезією «На вічну пам'ять Котляревському» рукою переписувача було написано «Т. Шевченко», вірш «Тече вода в синє море…» поет підписав власноручно: «Т. Шевченко».
У кінці 1850-х років вірш «Тече вода в синє море…» переписав з «Ластівки» Іван Лазаревський. Вірш переписано безпосередньо після поезії «На вічну пам'ять Котляревському» як його частину. Переглядаючи рукопис після повернення із заслання, Шевченко олівцем відокремив ці поезії й виправив рядок.
1860 року вірш надруковано в «Кобзарі», де його подано за «Ластівкою» як окремий твір під назвою «Думка». Назвою «Думка» тут об'єднано чотири вірші: «Тече вода в синє море…», «Вітре буйний, вітре буйний!..», «Тяжко-важко в світі жити…» і «Нащо мені чорні брови…». Виправлення в тексті вірша у списку Івана Лазаревського Шевченко в «Кобзарі» (1860) не врахував. Між рядками 16 і 17 зроблено відступ.
Опісля вірш поширювався в рукописних списках. Від публікації в «Ластівці» походять списки у збірці творів Шевченка середини XIX століття, «Кобзарі» (1861), що належав І. П. Левченку, збірнику без дати.
У рукописній збірці «Сочинения Т. Г. Шевченка» (1862) «Думку» («Тече вода в синє море…») переписано двічі — за текстом «Ластівки» та за текстом «Кобзаря» (1860). «Кобзар» (1860) є джерелом списку в рукописному «Кобзарі» (1866) тощо.

## Мотиви
Тему вірша — шукання долі молодим козаком — запозичено з народної пісні, його мотиви й образи мають численні паралелі в народних піснях, наприклад пісні «Ой не шуми, луже, зелений байраче…», «Ой не шуми, луже, дубровою дуже…», «Ой зелений дубе, чого нахилився…», «Нещасливий козаченько без долі вродився…» тощо.

## Переклади
Вірш перекладений на угорську мову Молнаром Іштваном (1910).

## Інтерпретації
Вірш покладений на музику:
- солоспів українського композитора Юлія Мейтуса (1927)
- романс українського композитора Федора Богданова (1928);
- хор Бориса Лятошинського (1949)